# Venray
Venray (or Venraij) (phát âmⓘ) là một đô thị ở đông nam Hà Lan.

## Các trung tâm dân cư
Castenray, Heide, Leunen, Merselo, Oirlo, Oostrum, Smakt, Venray, Veulen, Vredepeel Ysselsteyn.

## Nhân vật nổi bật sinh ra ở Venray
- Mark Veens (*1978), vận động viên bơi tự do
- Edward Linskens, cầu thủ bóng đá
- Peter Winnen, cu rơ xe đạp, thắng giải Alp d'Huez
- Michelle Courtens (*1981), ca sĩ
- Koen Heldens (*1986), kỹ sư
- Geert Verschuuren (1946-], nhà di truyền học